# I diamanti che nessuno voleva rubare
I diamanti che nessuno voleva rubare è un film del 1968 diretto da Gino Mangini.

## Trama
Spiros, un anziano usuraio paralitico, convoca cinque malviventi di nazionalità diversa per mettere in atto un grosso colpo ai danni di una gioielleria. Il colpo, studiato da Spiros in ogni dettaglio, è realizzato con estrema facilità dai cinque banditi, i quali, però, uccidono Spiros per evitare di sottostare alle condizioni imposte. A loro volta vengono eliminati da una fedelissima amica di Spiros, mentre un'altra banda di malviventi, che era riuscita a impossessarsi dei gioielli rubati, viene arrestata ad eccezione di Fangio, che riesce a sottrarsi alla cattura fuggendo in un aereo diretto in Svizzera in compagnia di Ursula, la segretaria di Spiros, della quale si era innamorato durante la fase preparatoria del colpo.